# Blutgemüse

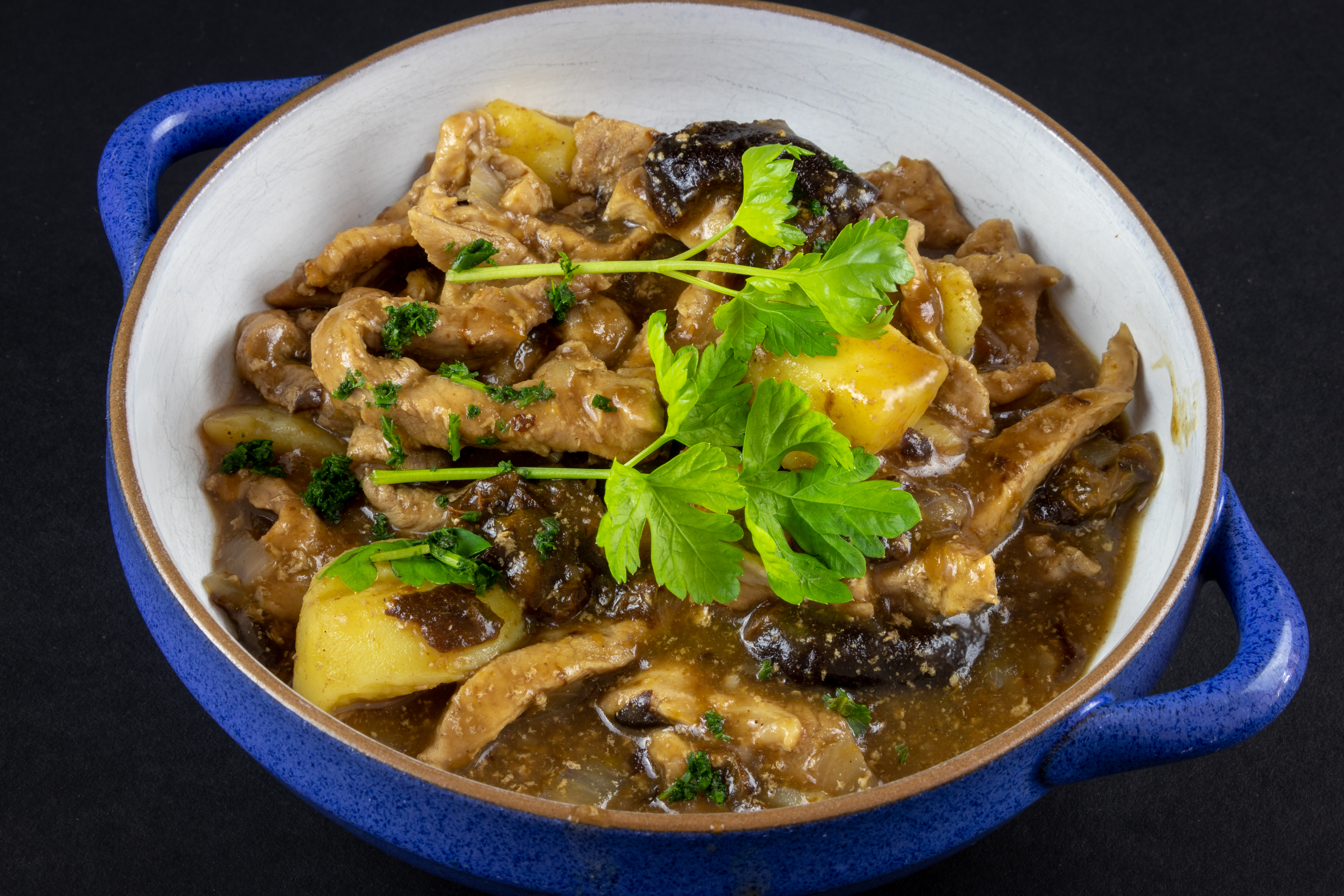
Blutgemüse, Zubereitung mit Rotwein statt Schweineblut

Blutgemüse ist ein klassisches Eintopfgericht der westfälischen Küche, bei dem Schweinefleisch mit Schweineblut und verschiedenen Gemüsen und Trockenpflaumen verarbeitet wird.

## Zubereitung
Das klassische Blutgemüse wird aus Schweinefleisch, in der Regel Kleinfleisch aus der Haxe, der Backe oder vom Bauch, sowie Schweineblut, getrockneten Pflaumen, Kartoffeln und Gewürzen zubereitet. Das Blut wird in moderneren Zubereitungen häufig durch Rotwein ersetzt. Die Trockenpflaumen werden in Wasser eingeweicht und danach weichgekocht. Das Fleisch wird in kleinen Stücken gemeinsam mit Zwiebelringen, Lorbeerblättern, Salz und Nelkenpfeffer gekocht, bis das Fleisch fast gar ist. Danach werden die vorgekochten Pflaumen sowie die gewürfelten Kartoffeln zugegeben und gar geschmort. Der Rotwein oder das Schweineblut werden mit Mehl glatt gerührt und als Bindung in den Eintopf eingerührt, danach wird das Gericht mit Zucker und Essig süß-säuerlich abgeschmeckt.

## Herkunft und Kultur
Das Blutgemüse ist ein Rezept der westfälischen Küche und entwickelte sich als Gericht zur Verwertung von Schweinefleischresten und Schweineblut. Ähnlich zubereitet wird das Schweinefleisch Schwarzsauer oder ein Schweinepfeffer.

## Belege
1. 1 2 3  „Blutgemüse“ In: Ira Schneider: Ostwestfalen-Lippe, Küchenklassiker. Wartberg Verlag, 2015, S. 40. ISBN 978-3-8313-2475-0.
2. ↑  „Blutgemüse mit Rotwein“ In: Westfälische Küche. Honos Verlag, Köln o. J., S. 138. ISBN 3-8299-0615-3.